# Mehiläinen
Mehiläinen Oy är ett finländskt vårdbolag som grundades år 1909 i Helsingfors. Företaget har närmare 500 verksamhetsställen i hela Finland.

## Tjänster
Mehiläinens tjänster består i huvudsakligen av privata läkarcentralstjänster men tandvård, offentlig hälsovård och socialtjänster, äldreomsorg, rehabilitering av psykisk hälsa, tjänster för funktionshindrade och barnskydd har blivit en allt mer omfattande del av Mehiläinens utbud.

## Historia

### 1909-1939

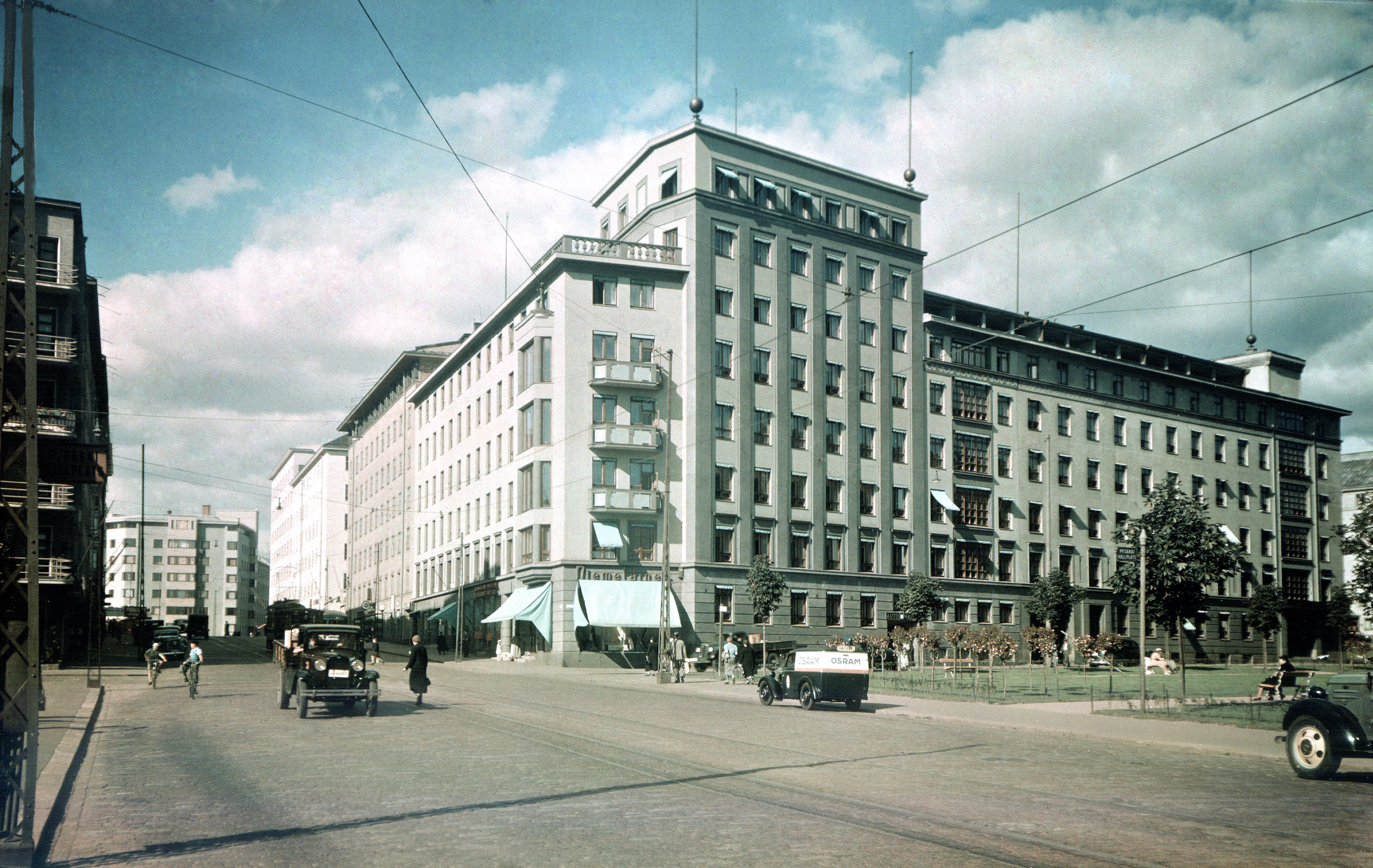
Sjukhuset Mehiläinen i Helsingfors i slutet av 1930-talet.

Mehiläinen grundades av fyra läkare, Walter Sipilä, Reguel Löfqvist, K. F. Hirvisalo och Akseli Koskimies, i Helsingfors den 6 november 1909. I början av 1900-talet fanns det inget finskspråkigt sjukhus och ingen medicinsk vokabulär. Därför grundades en medicinsk förening Duodecim vilkets syfte var att befästa det finska språket i vårdarbetet. Sipilä, Reguel, Hirvisalo och Koskimies var alla medlemmar i föreningen. Namnet Mehiläinen, som betyder bi på finska, fick sjukhuset eftersom bin ansågs som altruistiska vårdare i Kalevala.
År 1917 förklarade Finland sig självständigt. Stämningen i det nya landet var emellertid allt annat än enhetlig, och följande år hamnade Finland in i inbördeskriget. Under kriget sökte den kommande presidenten P. E. Svinhufvud skydd på Mehiläinens sjukhus, där han gömde sig under en sjukhussäng och utgav sig för att vara patient. Efter freden ökade antalet patienter och lokalerna på Villagatan blev trånga. År 1932 flyttade Mehiläinen till nya, fortfarande använda lokaler i Tölö.

### 1940-1969
När andra världskriget började omvandlades Mehiläinens sjukhus i Tölö till ett krigssjukhus under Röda Korset. Spåren från bombningarna 1944 syns fortfarande vid ingången till Mehiläinens anläggning. År 1952 var ett av Mehiläinens svåraste år. Till slut räddade värdet på Tölö-anläggningen företaget från konkurs.

### 1970-1999
Hälsocentraler kom till Finland på 1970-talet och sedan dess har Mehiläinen samarbetat med den offentliga hälso- och sjukvården. I slutet av 1970-talet började Mehiläinen också erbjuda företagshälsovård. Förutom sjukvården riktades allt mer uppmärksamhet mot livsstilens inverkan.
Förlossningar har från början varit en viktig del av Mehiläinens verksamhet. På Mehiläinen fick pappor delta i förlossningen först i Finland.

### 2000-2009
År 2001 fusionerade Mehiläinen med företaget Tohtoritalo i Åbo. Samtidigt blev kapitalinvesterarna Capman och Sitra ägare till Mehiläinen. Den nationella expansionen fortsatte också med att Remedi i Vasa och Säveri i Kuopio gick samman med Mehiläinen. Under VD Antti Kasis ledning utvecklades företaget målmedvetet och snart fanns verksamhetsställen i alla universitetsstäder i Finland.
Mehiläinens operativsystem tilldelades ISO 9001:2000 kvalitetscertifikat år 2005. Vid den tiden lades också grunden för den digitala utvecklingen under de kommande åren genom att införa ett enhetligt elektroniskt patientjournalsystem i alla enheter. År 2005 började Matti Bergendahl som ny verkställande direktör och år 2006 blev Mehiläinen en del av den nordiska Ambea-koncernen under ägande av kapitalinvesteraren 3i.

### 2010-2019

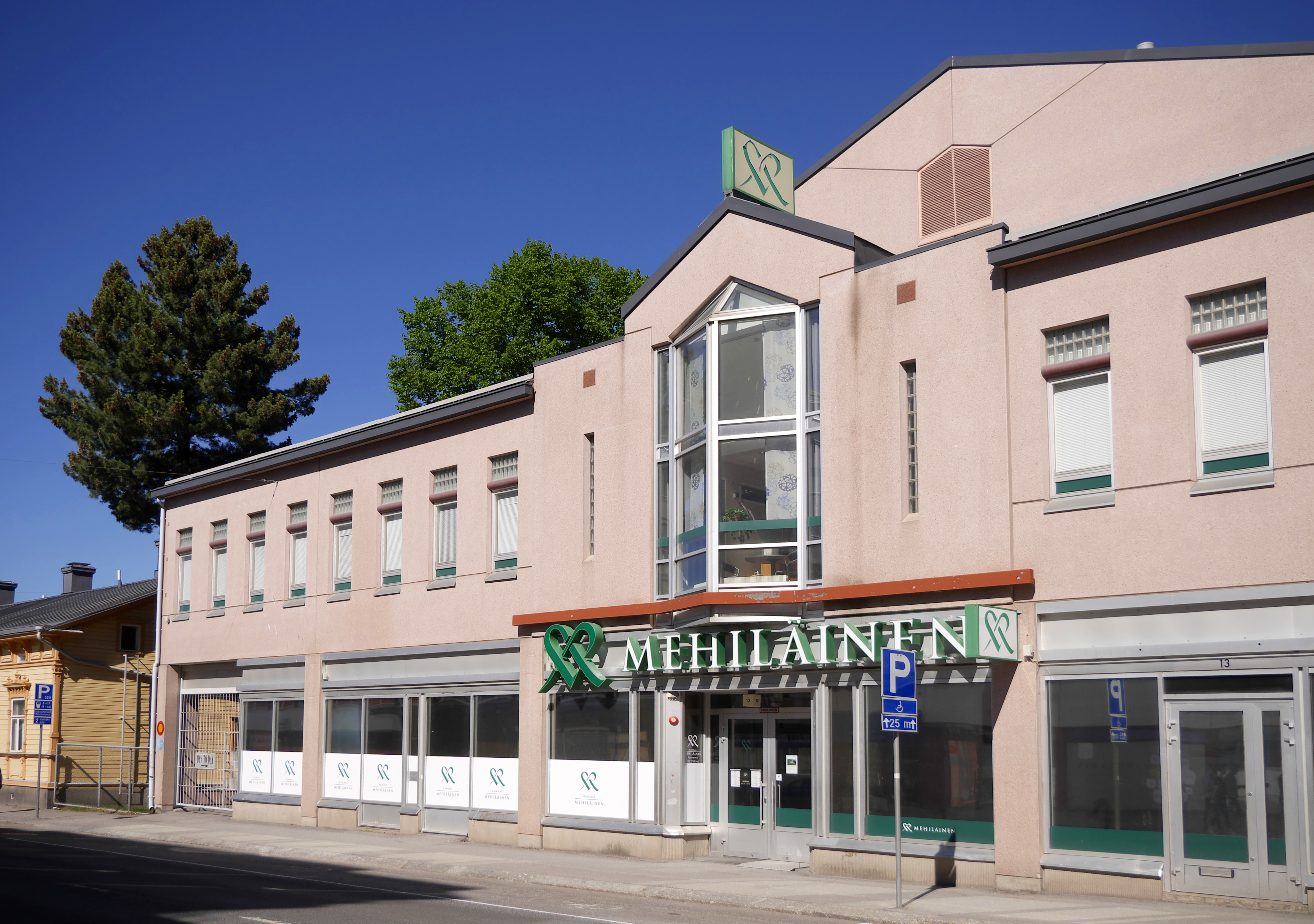
Mehiläinens sjukhus i Vasa år 2018.

År 2011 tvekade man att Mehiläinen skulle ha flyttat över sina vinster till skatteparadis. Mehiläinens styrelseordförande Matti Bergendahl som också var vd för dåvarande moderbolaget Ambea förnekade i Yles tv-program A-studio att man skulle ha handlat mot lagen för att betala mindre skatt i Finland.
En betydande milstolpe och förändringsmotor var köpet av Mediverkko-koncernen i januari 2015. I och med köpet började Janne-Olli Järvenpää som verkställande direktör för Mehiläinen. År 2018 skrev Mehiläinen historia genom att ta över driften av det första offentliga centralsjukhuset i Kemi. Samma år köpte företaget även Borgå Läkarcentral.
År 2019 stängde Mehiläinen ett omskrivet serviceboende i Åbo där utrymmena uppfyllde inte dagens rekommendationer. Yle uppmärksammade boendet i början av året, då en invånare berättade om den försämrade servicen på grund av personalbrist. Samma år hittades många privata serviceboenden i Finland som inte uppfyllde krav för vårdarbete.

### 2020-talet

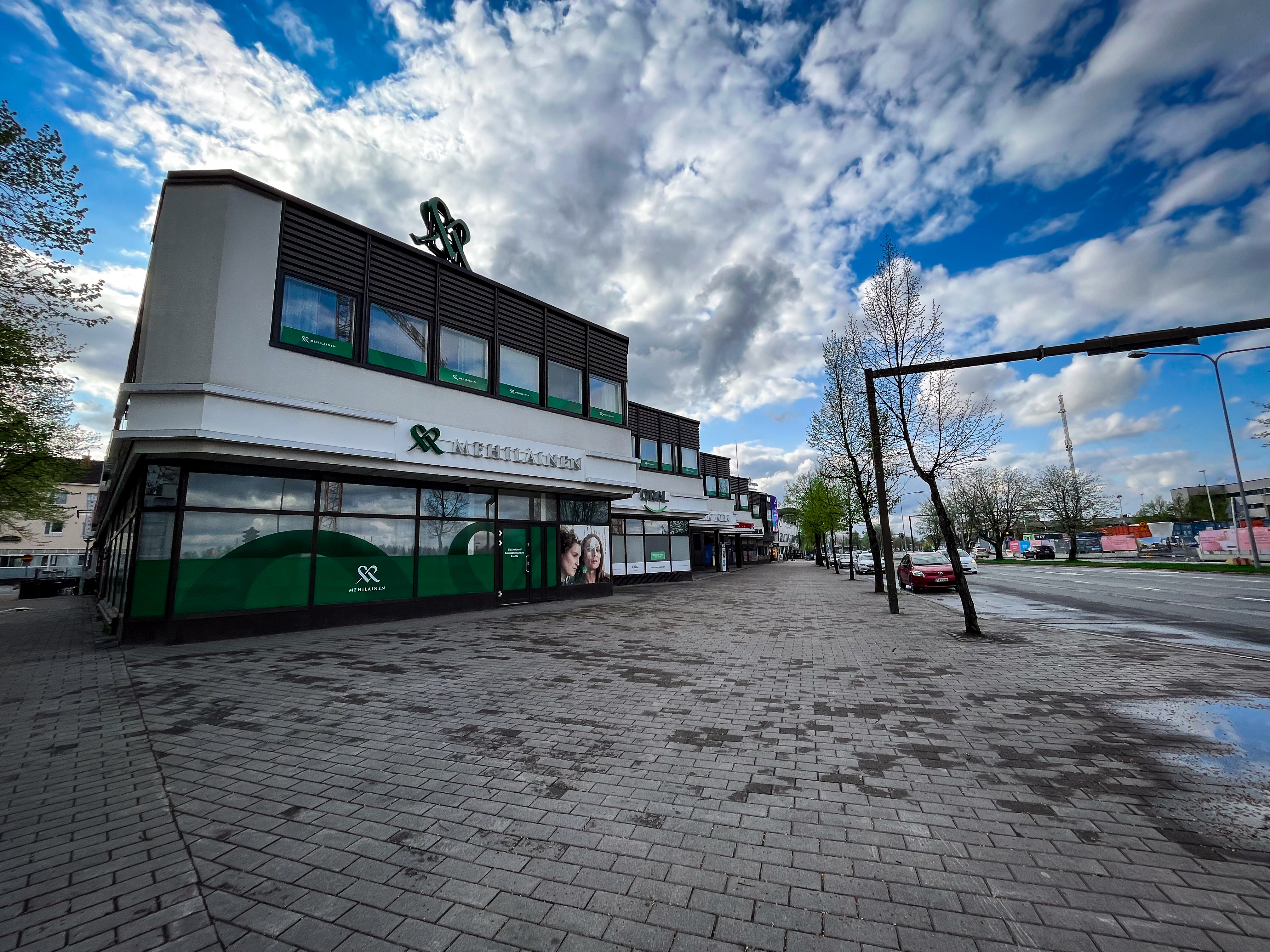
Mehiläinen i Seinäjoki år 2023.

År 2020 försökte Mehiläinen fusionera sig med vårdbolaget Pihlajalinna men Konkurrens- och konsumentverket godkände inte Mehiläinens köp. Motiveringen är att fusionen i alltför hög grad skulle minska konkurrensen på vårdmarknaden.
Under 2021 expanderade Mehiläinen sina hälsovårdstjänster till tre nya länder: Estland, Sverige och Tyskland. I Estland köpte Mehiläinen två ledande hälsoföretag: Qvalitaks inom företagshälsovård och läkarvård samt Unimed inom tandhälsotjänster. I Sverige tillhandahåller Mehiläinen offentlig primärvård, företagshälsovård och specialistläkarvård baserat på fritt vårdval i Stockholm och Göteborg. Under 2021 möjliggjorde köpet av en liten ortopedisk sjukhusenhet Mehiläinens expansion av läkarmottagningstjänster även på den tyska marknaden. I Tyskland är Mehiläinens mål inom de kommande åren att uppnå en omsättning på hundratals miljoner euro genom avancerade öppenvårdstjänster byggda på digitala kapaciteter.
År 2023 sålde Esperi Care sin sjukvårdsverksamhet till Mehiläinen.

## Ekonomin och ägarna
Mehiläinen har en stark ägarbas: företagets huvudägare är fonder förvaltade av CVC Capital Partners, och förutom dem ägs Mehiläinen av flera betydande finländska institutionella investerare, inklusive Apteekkien Eläkekassa, Ilmarinen, LokalTapiola-gruppen, Statens Pensionsfond och Varma. Även Mehiläinens ledning och en del av personalen är ägare i företaget.
Enligt en utredning som Yle gjorde år 2016 fanns det flera dåvarande och tidigare chefer som har placeringar på minst tio miljoner euro i vårdbolaget via ett kapitalförvaltningsbolag i Luxemburg. Enligt Yle åtnjöt tiotals chefer vid Mehiläinen ett belöningssystem som sköts via Luxemburg, alltså ett system som inte hade fått offentlighet.

## Digitalisering
Webbtjänsten OmaMehiläinen, som utvecklades av Mehiläinen, lanserades 2012 och dess mobilapp fyra år senare. För läkare utvecklades den egna appen Mehidoc och för företagshälsokunder en hel appfamilj Kompassi. År 2019 inledde Mehiläinen ett nytt kapitel i sin historia som ett exportföretag. Företaget sålde OmaMehiläinen-plattformen till sin första internationella kund i Grekland.

## BeeHealthy
Mehiläinen grundade dotterbolaget BeeHealthy år 2020 för att möta den internationella efterfrågan på digitala lösningar. BeeHealthy erbjuder den plattform som utvecklats och bevisats fungera hos Mehiläinen som en SaaS-tjänst (Software as a Service) med en årlig licensavgift. BeeHealthy tillhandahåller digitala hälsovårdsprogramvarutjänster i Europa, Mellanöstern och Afrika.